# Stizocera howdeni
Stizocera howdeni là một loài bọ cánh cứng trong họ Cerambycidae.